# Локомотив-Ангара
«Локомотив-Ангара» (до 1996 — ИГЭА, 1996—2000 — ИГЭА «Электросвязь», 2000—2003 — «Ангара», 2003—2008 — «Локомотив-Ангара», 2008—2014 — «Локо-Ангара», 2014—2015 — «Фортуна», 2015—2022 — «Ангара») — российская женская волейбольная команда из Иркутска.

## Достижения
- 5-е место в чемпионате России среди команд высшей лиги и высшей лиги «А» — 2000, 2004, 2005, 2007 и 2009.

## История
В 1990 году на базе Иркутской государственной экономической академии была создана команда ИГЭА. В 1993 году стала чемпионом Российской студенческой лиги, а в сезоне 1993/94 заявлена для участия в чемпионате России среди команд первой лиги зоны «Сибирь—Дальний Восток» (вместо иркутской команды «Политехник»). В 1996—2003 одним из учредителей клуба было ОАО «Электросвязь» Иркутской области, по которому команда была переименована в 1996 году. С 2000 называлась «Ангара», с 2003 — «Локомотив-Ангара» после объединения с командой «Локомотив» (Иркутск). В 2008 название сокращено до «Локо-Ангара», а в 2014 команда переименована в «Фортуну» в связи с тем, что основным спонсором клуба стала одноимённая группа компаний.
В 2015 году группа компаний «Фортуна» отказалась от продления спонсорского соглашения и клуб вернул себе прежнее название «Ангара», а сама команда из-за недостатка финансирования была вынуждена опуститься дивизионом ниже — в высшую лигу «Б».
За время существования сильнейшая команда Иркутска прошла путь от студенческой лиги до одного из лидеров высшей лиги «А», второго по значимости дивизиона чемпионата России по волейболу среди женщин. В сезоне 2009/10 «Локо-Ангара» заняла 3-е место в зоне «Сибирь—Дальний Восток», а затем 1-е во втором финальном этапе команд высшей лиги «А», войдя тем самым в объединённую высшую лигу «А» чемпионата России 2010/11.
Выступление команды во втором по значимости дивизионе российского женского волейбола не отличалось большими успехами — в основном иркутские волейболистки занимали места в нижней части турнирной таблицы, что во многом было связано с финансовыми трудностями, испытываемыми клубом. В 2014—2015 генеральным спонсором клуба из Иркутска была группа компаний «Фортуна», по которой команда взяла своё название, но летом 2015 спонсорское соглашение не было продлено, клуб вернул себе прежнее название «Ангара», а команда была вынуждена была опуститься классом ниже — в высшую лигу «Б».
В 2022 году клуб был взят под опеку ОАО «РЖД», в связи с чем изменил название на «Локомотив-Ангара».

### Спартак/Политехник
Ведя речь об иркутском волейболе, следует упомянуть команду «Спартак», участницу чемпионатов СССР 1940, 1946, 1947, 1949—1951, 1960—1970 годов. В 1964 году команда выиграла Всесоюзные зимние соревнования, проводившиеся вместо чемпионата СССР в связи с подготовкой сборной СССР к Олимпиаде-1964. В 1966 «Спартак» стал серебряным призёром первенства СССР.
В 1970—1980-х годах в отборочных турнирах за выход в первую лигу участвовала команда «Политехник» (Иркутск). В 1992—1993 она принимала участие в чемпионате России среди команд первой лиги, заняв 5-е место в зоне «Сибирь — Дальний Восток».

### Воспитанницы иркутского волейбола
В команде «Политехник» игровую карьеру начинала Марина Панкова (Никулина) — олимпийская чемпионка, чемпионка мира, двукратная чемпионка Европы. До 2005 года за команду ИГЭА-«Электросвязь»/«Ангара» выступала чемпионка мира 2006 Ольга Житова (Пальчикова). В Иркутске начинали заниматься волейболом ещё две чемпионки мира 2006 — Наталья Куликова и Мария Брунцева (Маслакова).

## Результаты в чемпионатах России
| Сезон     | Лига                                  | Место |
| --------- | ------------------------------------- | ----- |
| 1993/94   | Первая лига (Сибирь—Дальний Восток)   | 2     |
| 1994/95   | Первая лига (Сибирь—Дальний Восток)   | 3     |
| 1995/96   | Первая лига (Сибирь—Дальний Восток)   | 2     |
| 1996/97   | Первая лига                           | 14    |
| 1997/98   | Высшая лига                           | 12    |
| 1998/99   | Высшая лига (Сибирь—Дальний Восток)   | 4     |
| 1999/2000 | Высшая лига                           | 5     |
| 2000/01   | Высшая лига (Сибирь—Дальний Восток)   | 5     |
| 2001/02   | Высшая лига А                         | 7     |
| 2002/03   | Высшая лига А                         | 8     |
| 2003/04   | Высшая лига А                         | 5     |
| 2004/05   | Высшая лига А                         | 5     |
| 2005/06   | Высшая лига А                         | 6     |
| 2006/07   | Высшая лига А                         | 5     |
| 2007/08   | Высшая лига А (Сибирь—Дальний Восток) | 6     |
| 2008/09   | Высшая лига А                         | 5     |
| 2009/10   | Высшая лига А (Сибирь—Дальний Восток) | 3     |
| 2010/11   | Высшая лига А                         | 6     |
| 2011/12   | Высшая лига А                         | 8     |
| 2012/13   | Высшая лига А                         | 9     |
| 2013/14   | Высшая лига А                         | 8     |
| 2014/15   | Высшая лига А                         | 7     |
| 2015/16   | Высшая лига Б                         | 5     |
| 2016/17   | Высшая лига Б                         | 4     |
| 2017/18   | Высшая лига Б                         | 4     |
| 2018/19   | Высшая лига Б                         | 2     |
| 2019/20   | Высшая лига Б (Сибирь)                | 5     |
| 2020/21   | Высшая лига Б                         | 12    |
| 2021/22   | Высшая лига Б                         | 13    |
| 2022/23   | Высшая лига Б                         | 12    |
| 2023/24   | Высшая лига Б                         | 5     |

## Арена
Домашние матчи «Ангара» проводит во дворце спорта «Труд». Адрес в Иркутске: улица Ленина, 48.

## Сезон 2024—2025

### Состав
| №  | Имя, фамилия          | Год рождения | Рост | Амплуа      |
| -- | --------------------- | ------------ | ---- | ----------- |
| 1  | Мирослава Заньковская | 2008         | 172  | либеро      |
| 2  | Виктория Якимова      | 2007         | 180  | нападающая  |
| 3  | Дарья Потапова        | 1997         | 178  | центральная |
| 4  | Аделина Хусаинова     | 2007         | 184  | нападающая  |
| 5  | Елена Д. Неверова     | 2008         | 180  | связующая   |
| 6  | Виктория Невзорова    | 2007         | 168  | либеро      |
| 7  | Полина Синицына       | 2006         | 185  | связующая   |
| 8  | Арина Турищева        | 2009         | 185  | центральная |
| 9  | Софья Федосеенко      | 2001         | 176  | связующая   |
| 10 | Татьяна Ерохина       | 2007         | 183  | нападающая  |
| 11 | Софья Серушкова       | 2008         | 188  | нападающая  |
| 12 | Анна Белянская        | 2005         | 190  | нападающая  |
| 13 | Елизавета Постникова  | 2007         | 182  | центральная |
| 14 | Владислава Тишина     | 2008         | 183  | нападающая  |
| 15 | Виктория Гуляева      | 2005         | 174  | либеро      |
| 16 | Анастасия Абих        | 2008         | 180  | нападающая  |
| 17 | Софья Чайковская      | 2007         | 180  | нападающая  |
| 18 | Екатерина Решетнёва   | 2006         | 178  | нападающая  |
| 19 | Виталина Чеглакова    | 2004         | 183  | центральная |
| 20 | Анастасия Непокрытова | 2009         | 182  | центральная |
| 21 | Татьяна Ященко        | 2007         | 174  | нападающая  |
| 23 | Диана Иваненко        | 2008         | 172  | связующая   |
| 24 | Татьяна Борщевская    | 1992         | 183  | нападающая  |

- Главный тренер — Елена Ю. Неверова.
- Старший тренер — Екатерина Скретнева.
- Тренер — Константин Грибов.

- Директор ВК «Локомотив-Ангара» — Денис Неверов.